# Vesicularia slateri
Vesicularia slateri är en bladmossart som beskrevs av Brotherus 1908. Vesicularia slateri ingår i släktet Vesicularia och familjen Hypnaceae. Inga underarter finns listade i Catalogue of Life.